# Eunice contingens
Eunice contingens är en ringmaskart som först beskrevs av Chamberlin 1919.  Eunice contingens ingår i släktet Eunice och familjen Eunicidae. Inga underarter finns listade i Catalogue of Life.